# Y-20 (航空機)
Y-20 （中国語：运-20 “鲲鹏”）
2016年の中国国際航空宇宙博覧会で飛行展示のY-20
- 用途：輸送機
- 分類：輸送機
- 設計者：西安飛機工業公司
- 製造者：西安飛機工業公司
- 運用者： 中華人民共和国（中国人民解放軍空軍）
- 初飛行：2013年1月26日
- 生産数：試験型8機、量産型50機（2023年）[1][2]
- 運用開始：2016年7月6日
- 運用状況：現役

Y-20（中国語：运-20/運輸-20）は、西安飛機工業公司が開発した大型輸送機である。開発名称は「072プロジェクト（中国語：072工程）」。コードネームは「鯤鵬」。

## 概要
2012年12月25日、中国網がY-20の画像が流出したと報じた。公開された画像と情報によると、外観や大きさはウクライナのAn-70（ただしAn-70はターボプロップ機）やロシアのIl-76に似ている。
2013年1月26日、初飛行に成功したと公表された。
2015年10月26日、Y-20の試作5号機に開発中のWS-20ターボファンエンジンが搭載されていたと公表された。
2016年7月6日、正式運用を開始すると発表された。
2020年4月24日、パキスタンの新型コロナウイルス対策を支援するためにパキスタンへ医療チームと物資を輸送した。Y-20が国外で輸送任務を行った初めての事例となる。
2021年11月28日には、空中給油機型のY-20Uが2機のJ-16の護衛を伴い、バシー海峡から台湾本島西側を飛行した。

## 設計
デザインは下反角のついた高翼配置、大型の単垂直尾翼、高水平尾翼配置の、輸送機としてはオーソドックスなものである。過去にアントノフと中国でAn-70をジェット化したAn-77を共同開発する計画があり、胴体形状がAn-70に似ているのはそのためと思われる。
プロトタイプのエンジンはIl-76と同じ、ロシア製のソロヴィヨーフ D-30KP-2（推力12トン）ターボファンエンジンを輸入してパイロン懸吊方式で4基装備している。しかしD-30KPではやや推力不足であり、将来的に換装されるとみられている。候補としては国産のWS-20（推力12トン）とSF-A（推力13トン）が上がっており、試作5号機がWS-20を搭載したとされている。しかし、WS-20に関しては出力不足という意見もある。そのほか、ウクライナとのエンジン開発も用意されている。
Y-20は、主翼に超臨界翼を採用し、複合材料の使用比率を高める可能性があるとしている。これにより軽量化を図り、上昇能力を強化し、揚抗比を高め、エンジンの推力と最大離陸重量を変更せずに、搭載量を増やすことが可能としている。ボーイング787のようにコックピットには全曲面ガラスを採用している。
Y-20は貨物室の高さと幅をAn-70並の4メートル、貨物室の容積を320m2まで拡大し、今後輸送することになる大型貨物に対応するとしている。
Y-20は生産・製造コストを抑えるため、いくつかの部品を3Dプリンターにより製造している。3Dプリンターによる大型部品を使用した輸送機はY-20が初めてである。

## 派生型

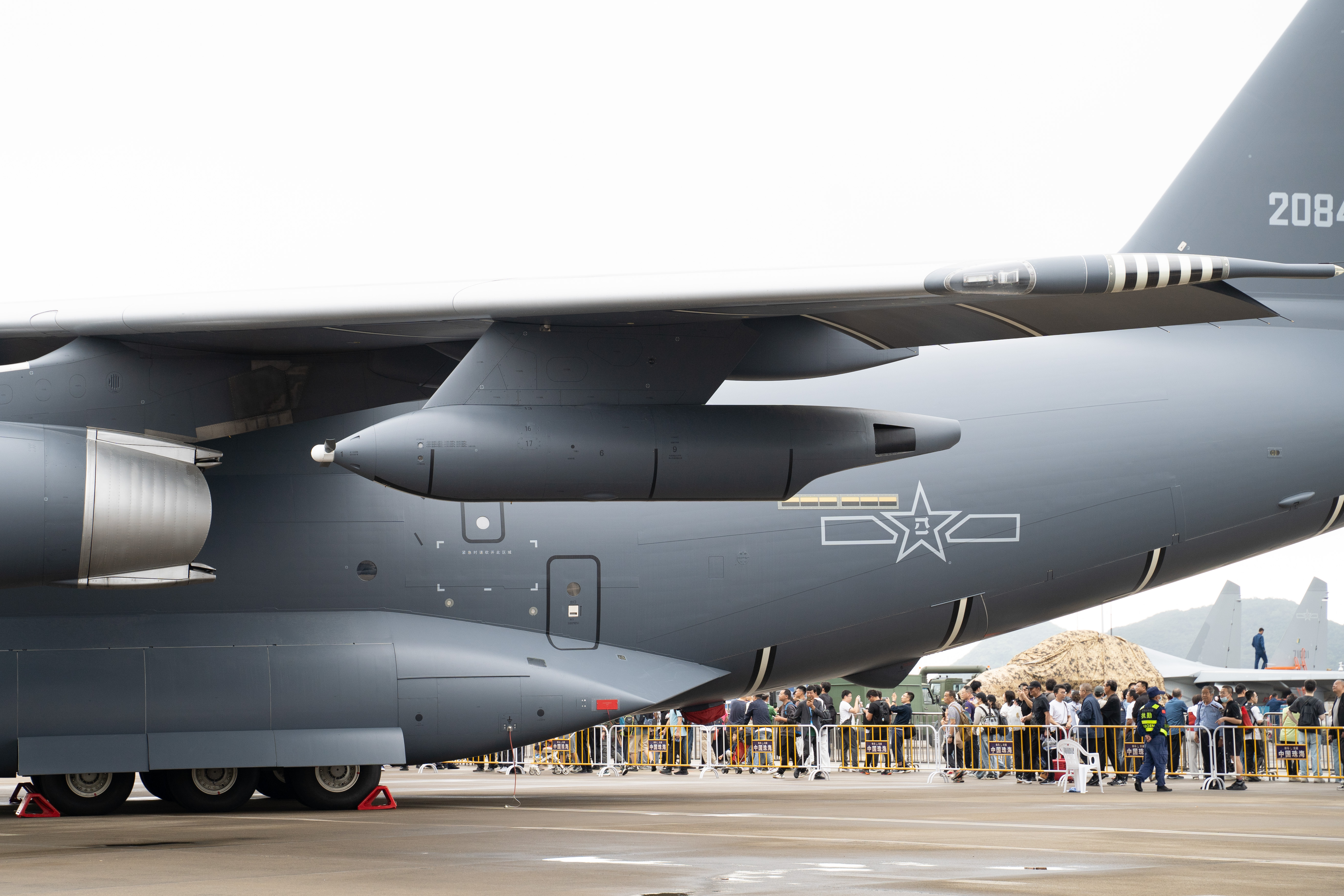
YY-20の空中給油ポッド

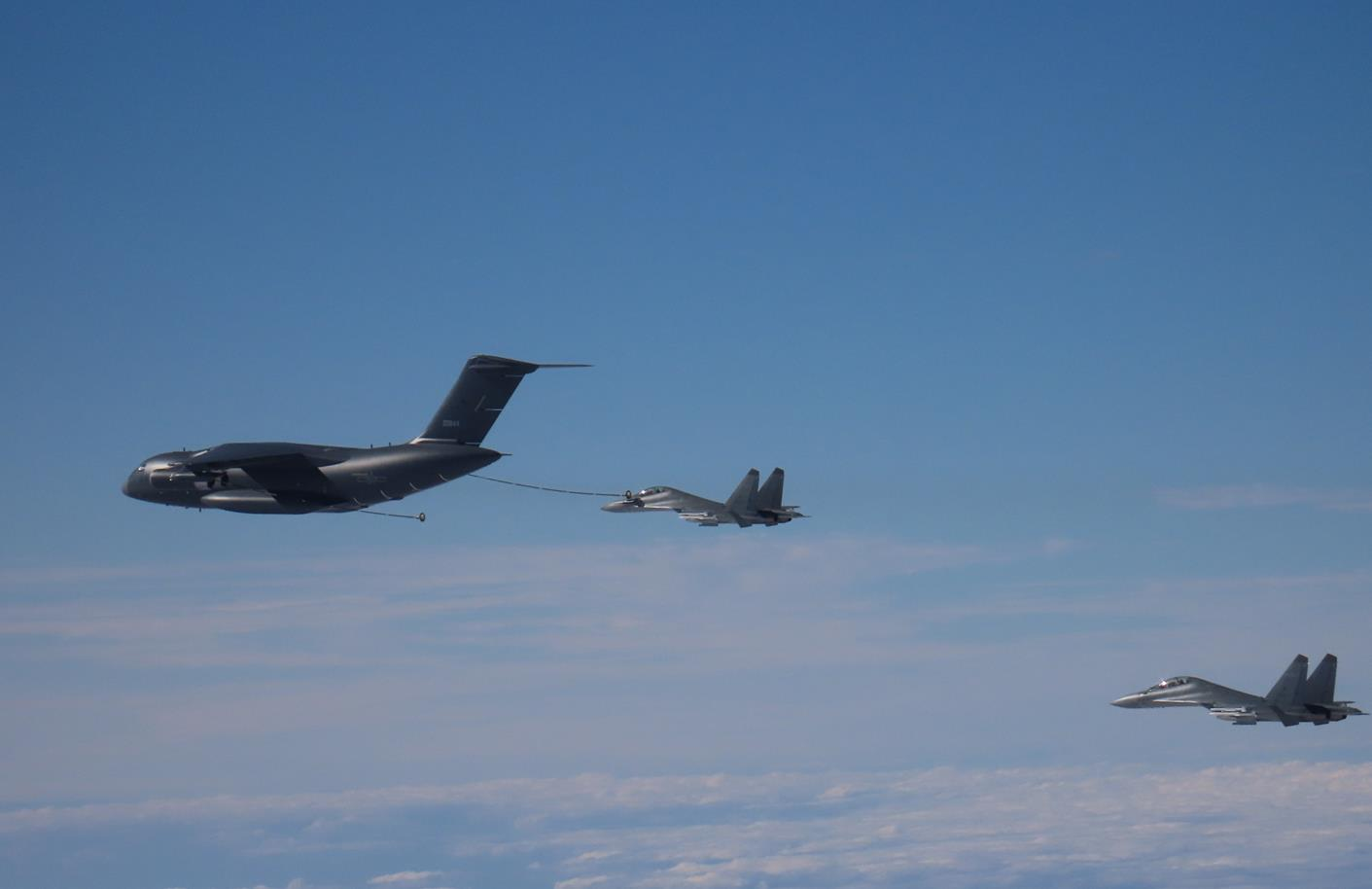
J-16に給油するYY-20

Y-20A
D-30KP-2エンジン搭載の基本型。
Y-20B
WS-20エンジン搭載型。
YY-20 (Y-20U, YU-20, YY-20A)
推定90トンの燃料を輸送できる空中給油機型。Il-78に似た役割とされている。空中給油機型として降着装置が再設計されている。従来はY-20UあるいはYU-20として知られていたが、2022年に名称がYY-20であると確認された。D-30KP-2エンジンが搭載されていることから、Y-20Aと同様にYY-20Aと表記されることもある。既存のH-6U/DU空中給油機と比べ給油可能量が倍増しており、中国空軍の空中給油能力を飛躍的に向上させたといわれる。
YY-20B
YY-20のWS-20エンジン搭載型。
Y-20 AEW
Y-20Bを基にした早期警戒管制機型。KJ-2000の後継と見られることから、名称が「KJ-3000」になると推測している報道もある。KJ-2000などと異なり、大型の回転式レドームを搭載しないと考えられている。2024年後半に飛行中の画像が初公開され、2025年6月時点で飛行試験中とされる。
Y-20E
輸出型。2024年現在、ナイジェリアへ提案されていると報じられている。

## 諸元
- 全長：47 m
- 全幅：50 m
- 全高：15 m
- 最大速度：700～918km/h（諸説あり）
- 巡航速度：M0.75（高度不明）
- 最大離陸重量：220t
- 貨物室:奥行20.0m × 幅4.0m × 高さ4.0m
- 最大積載量:66 t
- 最大航続距離：7,500 km
- 上昇限界高度：13,000 m
- 最短離陸滑走距離：600-700m[28]
- エンジン：ソロヴィヨーフ D-30KP-2（12トン）4基 または中国航発 WS-18 / WS-20 4基

|                  | C-5B             | C-17                           | Il-76MD                         | An-124                           | An-225            | Y-20             |
| ---------------- | ---------------- | ------------------------------ | ------------------------------- | -------------------------------- | ----------------- | ---------------- |
| 画像             |                  |                                |                                 |                                  |                   |                  |
| 乗員             | 2 - 5名          | 2 - 4名                        | 5名                             | 4 - 6名                          | 6名               | 3名              |
| 全長             | 75.3 m           | 53.0 m                         | 53.19 m                         | 68.96 m                          | 84.0 m            | 47.0 m           |
| 全幅             | 67.89 m          | 51.8 m                         | 50.5 m                          | 73.3 m                           | 88.71 m           | 50.0 m           |
| 全高             | 19.84 m          | 16.8 m                         | 14.44 m                         | 20.78 m                          | 18.1 m            | 15.0 m           |
| 空虚重量         | 170 t            | 128.1 t                        | 92.5 t                          | 175 t                            | 285 t             | 100 t            |
| 基本離陸重量     | ―                | 263 t                          | ―                               | ―                                | 600 t             | ―                |
| 最大離陸重量     | 388 t            | 265.35 t                       | 210 t                           | 405 t                            | 640 t             | 220 t            |
| 最大積載量       | 122.471 t        | 77.519 t                       | 53 t                            | 150 t                            | 250 t             | 66 t             |
| 貨物室           | L37.0×W5.8×H4.1m | L26.83×W5.49×H3.76m            | L20.0×W3.4×H3.4m                | L36.0×W6.4×H4.4m                 | L43.35×W6.4×H4.4m | L20.0×W4.0×H4.0m |
| 発動機           | TF39×4           | F117-PW-100×4                  | PS-90A-76×4                     | D-18T×4                          | D-18T×6           | D-30KP-2×4       |
| 発動機           | ターボファン     |                                |                                 |                                  |                   |                  |
| 巡航速度         | 830 km/h         | 830 km/h                       | 800 km/h                        | 800 – 850 km/h                   | 800 km/h          | 810 km/h         |
| 航続距離         | 122 t / 4,444 km | 0 t / 9,815 km 71 t / 4,630 km | 40 t / 5,000 km 53 t / 4,200 km | 0 t / 15,000 km 150 t / 3,700 km | 600 t / 4,000 km  | 0 t / 7,500 km   |
| 最短離陸滑走距離 | 1,600 m          | 1,000 m                        | 1,800 m                         | 2,530 m                          | 2,400 m           | 600 - 700 m      |
| 生産数（-2023）  | 131              | 279                            | 960                             | 55                               | 1                 | 68               |
| 運用状況         | 現役             | 現役                           | 現役                            | 現役                             | ※使用不能         | 現役             |

※ロシアのウクライナ侵攻による攻撃で焼損し、破壊される。
|                  | C-2                                                    | A400M                                    | C-17                                | Y-20          | C-130J                              | KC-390                                                 | An-178                                     | Il-276                                    |
| ---------------- | ------------------------------------------------------ | ---------------------------------------- | ----------------------------------- | ------------- | ----------------------------------- | ------------------------------------------------------ | ------------------------------------------ | ----------------------------------------- |
| 画像             |                                                        |                                          |                                     |               |                                     |                                                        |                                            |                                           |
| 乗員             | 3名                                                    | 3-4名                                    | 2-4名                               | 3名           | 3-6名                               | 2名                                                    | 3名                                        | 2名                                       |
| 全長             | 43.9 m                                                 | 45.1 m                                   | 53.0 m                              | 47.0 m        | 29.79 m                             | 35.20 m                                                | 32.95 m                                    | 33.2 m                                    |
| 全幅             | 44.4 m                                                 | 42.4 m                                   | 51.8 m                              | 50.0 m        | 40.41 m                             | 35.05 m                                                | 28.84 m                                    | 30.1 m                                    |
| 全高             | 14.2 m                                                 | 14.7 m                                   | 16.8 m                              | 15.0 m        | 11.84 m                             | 11.84 m                                                | 10.14 m                                    | 10.0 m                                    |
| 空虚重量         | 69.0 t                                                 | 76.5 t                                   | 128.1 t                             | 100 t         | 34.25 t                             | 51 t                                                   | ―                                          | ―                                         |
| 基本離陸重量     | 120 t                                                  | ―                                        | 263 t                               | ―             | 70.305 t                            | ―                                                      | ―                                          | ―                                         |
| 最大離陸重量     | 141 t                                                  | 136.5 t                                  | 265.35 t                            | 220 t         | 79.38 t                             | 81.0 t                                                 | 51.0 t                                     | 68.0 t                                    |
| 最大積載量       | 32 t（2.5G） 36 t（2.25G）                             | 30 t（2.5G）                             | 77.519 t                            | 66 t          | 19.050 t                            | 26 t                                                   | 18.0 t                                     | 20.0 t                                    |
| 貨物室 （L×W×H） | 15.65×4.0×4.0m                                         | 17.71×4.0×3.85m                          | 26.83×5.49×3.76m                    | 20.0×4.0×4.0m | 16.76×3.02×2.74m                    | 18.5×3.4×3.0m                                          | 16.65×2.748×2.75m                          | ―                                         |
| 発動機           | CF6-80C2K1F×2                                          | TP400-D6×4                               | F117-PW-100×4                       | D-30KP-2×4    | AE2100-D3×4                         | V2500-E5×2                                             | D-436-148FM×2                              | PD-14M×2                                  |
| 発動機           | ターボファン                                           | ターボプロップ                           | ターボファン                        | ターボファン  | ターボプロップ                      | ターボファン                                           | ターボファン                               | ターボファン                              |
| 巡航速度         | マッハ0.81                                             | マッハ0.68-0.72 781 km/h （高度9,450 m） | マッハ0.74 830 km/h （高度8,530 m） | マッハ0.75    | マッハ0.59 671 km/h （高度6,700 m） | マッハ0.80 870 km/h                                    | マッハ0.77 825 km/h                        | マッハ0.75 810 km/h                       |
| 航続距離         | 0 t/9,800 km 20 t/7,600 km 30 t/5,700 km 36 t/4,500 km | 0 t/8,710 km 20 t/6,390 km 30 t/4,540 km | 0 t/9,815 km 72 t/4,630 km          | 0 t/7,500 km  | 0 t/6,445 km 16.3 t/3,150 km        | 0 t/6,241 km 14 t/5,019 km 23 t/2,722 km 26 t/2,000 km | 0 t/5,500 km 5.0 t/4,700km 18.0 t/1,000 km | 0 t/7,300 km 4.5 t/6,000 km 20 t/3,250 km |
| 最短離陸滑走距離 | 500 m                                                  | 770 m                                    | 1,000 m                             | 600 - 700 m   | 600 m                               | 1,100 m                                                | ―                                          | 1,050 m                                   |
| 生産数（-2023）  | 19                                                     | 119                                      | 279                                 | 68            | 500                                 | 9                                                      | 2                                          | 0                                         |
| 運用状況         | 現役                                                   | 現役                                     | 現役                                | 現役          | 現役                                | 現役                                                   | 実用試験中                                 | 開発中                                    |

## 性能
中国網はY-20の性能を「総合性能はアメリカ空軍のC-17の60％のみだ。」としながらも、「Y-20の高い航続能力は、中国の戦略物資輸送能力に質的な飛躍をもたらした。中国人民解放軍空軍（中国空軍）はY-20の持つ高い性能により、より多くの軍事任務をこなすことができる。」としており、Y-20の開発、運用の経験がもたらすものは大きいとしている。
また、Y-20に空中給油機型が登場したことで、中国空軍は洋上での空中給油能力を得ることになったが、このことは台湾本島中央の高山地帯でレーダーの電波が遮られ大陸から「聖域」だった中華民国の東部を、中国空軍の軍用機が島を迂回して飛来することが可能になると指摘されている。

## ギャラリー
- COVID-19ワクチンの提供でカンボジアに飛来したY-20
- 着陸するY-20
- 建国70周年パレードでの編隊飛行
- 着陸したY-20